# Prevalje
Prevalje és un municipi d'Eslovènia. Queda situat a la vall del riu Meža, a la província de Caríntia. S'hi produí l'última petita batalla de la Segona Guerra Mundial a Europa, el 15 de maig del 1945 entre l'exèrcit iugoslau i les forces alemanyes que es retiraven.